# Équipe de Libye de football
Cet article traite de l'équipe masculine. Pour l'équipe féminine, voir Équipe de Libye féminine de football.
Maillots
L'équipe de Libye de football (en arabe : منتخب ليبيا لكرة القدم), surnommée les Chevaliers de la Méditerranée (ce surnom est donné à la places des Verts qui faisait référence au régime de Kadhafi), est constituée par une sélection des meilleurs joueurs libyens sous l'égide de la Fédération de Libye de football. Elle dispute principalement ses rencontres dans le stade du 11 Juin à Tripoli et dans celui du 28 mars à Benghazi.

## Histoire

### Débuts de la Libye (1953-1962)
L'histoire du football en Libye remonte vers les années 1920 durant la colonisation italienne. C'est durant cette époque que les premiers clubs libyens voient le jour. Tout d'abord non tolérés par l'administration italienne, c'est à partir des années 1940 que débute officiellement la fondation des premiers clubs libyens dont en 1944, Al-Ittihad Tripoli.
Après l'indépendance de la Libye le 24 décembre 1951, une équipe nationale est formée pour disputer les Jeux panarabes de 1953 en Égypte. Cette compétition qui en est à sa 1re édition voit la participation de six équipes différentes dont l'équipe de Libye. Organisée tout d'abord en phase de poule, les deux premiers de chaque groupe se qualifient en finale tandis que les deux seconds s'affrontent dans le cadre de la petite finale. La Libye sous la houlette de l’entraîneur libyen Massoud Zantouny (premier entraîneur de l'équipe de Libye) se trouve dans le groupe A aux côtés de l'Égypte et de la Palestine et effectue donc son premier match en tant que pays indépendant face à l'Égypte, le 29 juillet 1953, rencontre qui se termine par une écrasante victoire des égyptiens sur le score fleuve de 10-2, ce qui constitue aujourd'hui de nos jours, la plus large défaite de la Libye. C'est d'ailleurs dans cette rencontre que Ali Zantouny inscrit le premier penalty de l'équipe libyenne depuis sa création. Les Libyens remporteront malgré cette défaite une victoire face aux palestiniens sur le score de cinq buts à deux le 1er août 1953. Les égyptiens qui terminent premier du groupe sont qualifiés en finale tandis que les Libyens qui terminent second affrontent le 9 août 1953 dans le cadre du match pour la 3e place, l'équipe de Jordanie au cours duquel, la Libye remporte une victoire difficile sur le score de 3-2 lui permettant d'obtenir la médaille de bronze dans cette compétition,.
La Libye participe ensuite aux Jeux panarabes de 1957 au Liban. Dans un groupe composé de la Tunisie, du Maroc et de l'Irak, la Libye entraîné par le Libyen Salim Faraj Balteb enchaîne trois défaites par 4-3 face à la Tunisie, 5-1 contre le Maroc et 3-1 contre l'Irak,,. Les Libyens sont éliminés dès le 1er tour et sont disqualifiés de la compétition. Après ces revers, l'année suivante en 1958, la Libye affronte en amical le Maroc et la Tunisie, équipes présentes dans le groupe où se trouvait la Libye dans les Jeux panarabes de 1957 au Liban. Les Libyens sont écrasés dans les deux rencontres (3-1 contre le Maroc, et 4-0 face à la Tunisie). Deux plus tard, la Libye affronte l'équipe du FLN qui est en tournée depuis 1957. La rencontre se termine encore par un revers libyen puisque les algériens écrasent la Libye par 7-0 et devient le premier match disputé à domicile.

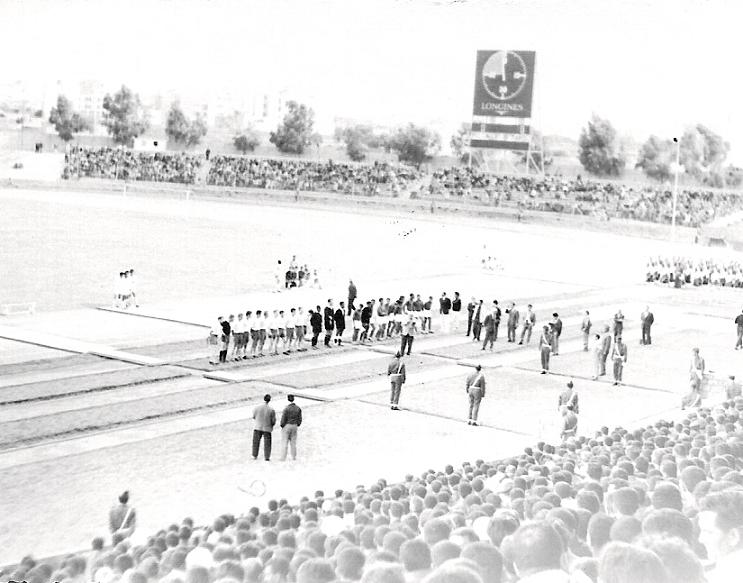
Stade d'honneur de Casablanca, futur Stade Mohammed V durant les Jeux panarabes de 1961.

En 1961, la sélection libyenne se déplace à Casablanca au Maroc pour participer à la 3e édition des Jeux panarabes. C'est sous la houlette du tout premier entraîneur étranger, européen et anglais James Benjeham que l'équipe dispute cette compétition. Lors de cette édition, une nouvelle formule a été utilisée puisque les six équipes participant à la compétition sont dans le même groupe et s'affrontent. L'équipe qui possède le plus de points remporte ces jeux. La Libye terminera 3e dans ces jeux et remportera deux victoires face à l'Arabie saoudite par 5-1 et face au Liban sur le score de trois buts à deux,, un nul contre le Koweït, et deux défaites face au Maroc sur le score de 6-2 et l'Égypte par 2-1,. La Libye remporte donc comme lors des Jeux de 1953 la médaille de bronze. Tandis que la médaille d'or est décernée au Maroc et celle d'argent à l'Égypte. Après les Jeux de 1953 au Maroc, l'entraîneur anglais James Benjeham laisse sa place à un autre Anglais Billy Elliott. Durant son contrat entre octobre 1961 et 1963, l'équipe ne joue seulement que deux matchs amicales.

### Création de la FLF et premières tentatives de qualification (1962-1981)
La fédération de Libye de football est fondée en 1962. Elle est affiliée à la FIFA à partir de 1964. Durant cette même année, la Libye prend part à la Coupe arabe des nations. Avec comme nouvel entraîneur le Yougoslave Vojin Božović qui prend la place à l'anglais Billy Elliott, elle participe donc à la 2e édition de cette compétition qui se déroule cette année au Koweït et qui a vu le jour en 1963 pour sa 1er édition au Liban. La Libye est présente lors de cette édition en compagnie de quatre autres équipes que sont le Liban, l'Irak, le Koweït et la Jordanie. Elle joue son premier match face au Liban et gagne par 2-1, l'équipe enchaîne ensuite une autre victoire sur le score écrasant de 5-2 contre la Jordanie. Les Libyens affrontent ensuite le pays-hôte. Face au Koweït, la Libye se neutralise sur un score nul et vierge, 0-0. Les irakiens qui ont l'avantage d'avoir remporté les trois matchs doivent donc affronter la Libye qui est en 2e position. La Libye doit obligatoirement remporter la partie face à l'Irak pour prendre la 1re place. L'Irak doit juste se contenter d'un match nul pour garder sa place. Finalement, les Libyens se neutralisent par 1-1 face aux irakiens et ne réussissent donc pas à prendre la 1re place. L'Irak est donc vainqueur de la compétition. L'année suivante, la fédération de Libye de football devient membre de la Confédération africaine de football.
La Libye participe la même année aux Jeux panarabes de 1965 en Égypte toujours sous la houlette du yougoslave Vojin Božović. Dans cette édition, la Libye infligera de grosses défaites à certaines équipes dont l'on peut citer le 16-1 face au Yémen du Nord, et le 15-1 contre l'équipe de Mascate et Oman. La Libye qui réussit lors de cette édition à atteindre les demi-finales termine tout de même 2e de son groupe après sa défaite sur le score de 4-2 face au Soudan. La République arabe unie infligera quant à elle une cuisante défaite aux libyens en les éliminant au stade des demi-finales sur le score fleuve de 8-1. La Palestine a perdu de son côté face au Soudan sur le score de 2-1 et doit donc affronter les Libyens pour la 3e place. Finalement, la Libye est victorieux des palestiniens par 4-2. Les Libyens remportent encore comme lors des éditions 1953 et 1961 la médaille de bronze. L'année suivante en 1966, la Libye inflige une sévère défaite au Maroc sur le score de 4-0, elle participe ensuite à l'édition 1966 de la Coupe arabe des nations. Durant cette compétition, l'équipe enregistrera la plus large victoire de l'histoire de la Libye le 1er avril face au sultanat de Mascate et d'Oman sur le score écrasant de 21-0. C'est d'ailleurs dans ce match que l'attaquant libyen Ahmed Ben Soueid qui inscrira 9 buts, enregistrera le record de plus de buts marqués en une rencontre de l'histoire pour un long moment. Les autres buteurs qui se sont illustrés dans ce match sont Ali Al-Baski (7 buts), Mahmoud Al-Jahani (4 buts) et Mahmoud Zand qui inscrira un unique but. La Libye enchaîne ensuite deux matchs nuls face à la Palestine et la Syrie,. Puis, elle affronte ensuite dans le cadre du dernier match des phases de poule, le Yémen du Nord. Rencontre qui se termine par une victoire de la Libye sur le score sans appel de 13-0. Toutefois, c'est la Syrie qui prend la 1re place laissant la place de 2e aux libyens car la victoire historique face à l'Oman ne fut pas comptabilisé dans la compétition puisque celle-ci déclara forfait en plein match à la 80e minute. La Libye doit affronter l'Irak qui est le pays-hôte de cette édition et qui avait neutralisé les Libyens lors de l'édition de 1964. La 2e phase de la compétition se déroule en octobre 1966. Entretemps pour préparer la fin de la compétition, la Libye affronte la première équipe européenne de son histoire, c'est la Lituanie. La rencontre se termine par un 0-0. Cette rencontre qui s'est déroulé en Lituanie s'agit donc du tout premier déplacement en Europe des Libyens d'Afrique du Nord. Deux mois plus tard, l'équipe dispute en octobre 1966 la 2e phase de la compétition, elle est battue par l'Irak sur le score de trois buts à un en demi-finale, mais réussit à prendre finalement la 3e place de cette compétition en battant le Liban sur le score fleuve de 6-1. En 1967, le onze de Libye se déplace une nouvelle fois en Europe pour affronter la Grèce. Cette rencontre qui s'est déroulé à Athènes devant près de six mille spectateurs verra une défaite écrasante des Libyens sous la houlette du tout premier entraîneur arabe et algérien de l'équipe de Libye Mokhtar Arribi.
La  Libye  participe ensuite pour la première fois aux éliminatoires de la CAN 1968. L'Égypte élimine de peu les Libyens après un aller-retour. L'équipe de Libye participe aussi cette année aux Jeux méditerranéens de 1967. Enchaînant plusieurs défaites, les Libyens sont éliminés très rapidement de la compétition. Pour ce qui est de la qualification aux Jeux Olympiques de 1968, la Libye passe au 2e tour après une victoire cumulée face au Niger mais est battue ensuite par les algériens qui éliminent difficilement la Libye de ces éliminatoires. Début 1969, la Libye participe aux éliminatoires de la Coupe du monde 1970. Elle doit affronter dès le 1er tour les Walya d'Éthiopie, organisateur et demi-finaliste de la CAN 1968. L'aller se déroulant en Libye se termine par une victoire des locaux par 2-1. Mais au match retour en Éthiopie, la Libye est écrasé sur le score de 5-1 et ne réussit pas à passer le 1er tour.
Le 1er septembre 1969, la monarchie libyenne est renversée après un coup d’État mené par des officiers de l'armée libyenne dont le chef des putschistes est Mouammar Kadhafi. Kadhafi impose la République arabe libyenne qui prend place au Royaume de Libye. Malgré ces événements, la Libye jouera quelques mois plus tard une rencontre en janvier 1970 face au Soudan qui se terminera par une défaite libyenne sur le score d'un but à zéro. En 1971 avec comme entraîneur l'anglais George Ainsley, la Libye est éliminée au 1er tour des qualifications à la Coupe d'Afrique des nations de football 1972 par la République arabe unie. Elle ne participa cependant pas aux éliminatoires de la Coupe du monde 1974 et de la CAN 1974. En 1974 pour la qualification à la CAN 1976, la Libye sous la houlette du libyen Mohammed El-Khamisi, est éliminée au 1er tour mais cette fois-ci par la Tunisie après des tirs au but. L'année suivante, la Libye est stoppée par le Maroc dans le cadre des éliminatoires des Jeux olympiques de 1976.
Début 1976, pour les qualifications à la Coupe du monde 1978, la Libye tombe face à son voisin algérien dès le 1er tour. Après un match aller disputé en  Algérie et se terminant par une défaite de la Libye par 1-0, la  Libye  doit absolument remporter la rencontre. Le match se termine par un score vierge où aucune des deux équipes n'ont inscrit le moindre but. L'Algérie est qualifiée pour le 2e tour des éliminatoires. L'année plus tard, dans le cadre des qualifications à la Coupe d'Afrique des nations de football 1978, La Libye doit s'opposer à la féroce équipe de Guinée. Celle-ci avait pris la 2e place et était donc finaliste de la CAN 1976 derrière le Maroc. Le match aller se tenant le 18 septembre 1977 en Guinée voit la victoire écrasante des guinéens sur le score de 3-0. La Libye ne fera pas mieux au match retour puisqu'elle sera battue à nouveau par 2-0. En juillet 1978, l'équipe participe aux Jeux africains de 1978. Les Verts ne remporteront qu'une seule victoire face au Malawi et céderont par contre deux défaites face à ses voisins nord-africains que sont l'Algérie et l'Égypte avec lequel les tensions politiques sont au plus haut après le court conflit opposant les deux pays.
Sous la houlette de l'anglais Ron Bradley, la Libye participe aux éliminatoires des Jeux olympiques de Moscou en 1980. Au 1er tour, ce sont les tunisiens que la Libye doit affronter. Après un aller en Tunisie qui se termine par une victoire des aigles de Carthage. Au match retour à Tripoli, les Verts réussissent l'exploit en écrasant la Tunisie sur le score de trois buts à zéro. La Libye qualifié au 2e tour des éliminatoires ne participera finalement pas à la suite de ces qualifications. Toujours sous la houlette de Ron Bradley, l'équipe de Libye affronte la Pologne. Cette rencontre se termine par une défaite sanglante des Libyens sur le score écrasant de 5-0. Bradley permettra également aux libyens de passer le 1er tour des éliminatoires à la CAN 1980. Toutefois, l'Algérie stoppera l'espoir libyen au 2e et dernier tour de ces éliminatoires après un aller-retour en sa faveur.
En 1980, après un changement d'entraîneur, c'est le Libyen Mohammed El-Khamisi qui est placé à la tête des Verts. La Libye prend part aux tours préliminaires à la Coupe du monde de football 1982. La Libye élimine au 1er tour la Gambie (2-1 en Libye puis 0-0 en Gambie). Mais au 2e tour, à la surprise générale, c'est face à l'Égypte que les Libyens doivent s'opposer. Finalement du fait des tensions entre les deux pays à cause notamment de la guerre égypto-libyenne et de la paix entre l'Égypte et Israël, La Libye décide de ne pas prendre part et déclare donc forfait au 2e tour de ces éliminatoires.

### Finale de la CAN et qualification manquée en Coupe du monde (1981-1987)
Ramzy Al-Kouafi - Sassi Al-Ajeli, Saleh Sola, Ali Al-Beshari, Abdallah Zeiyu - Abdul Fatah Al-Farjani, Abdul Razak Jaranah, Fawzi Al-Issawi - Abdul Razak Al-Farjani, Mohamed Majdoub, Abdel Moneim Ghonaïm
À la CAN 1982 qui se déroule en Libye, le règlement se met en conformité avec celui de la FIFA qui stipule que « tout joueur, citoyen d'un pays en vertu des lois de ce pays, est qualifié pour jouer en équipe nationale ou représentative de ce pays » permettant à la compétition d'améliorer nettement son niveau de jeu par l'intermédiaire de ses professionnels. Le Colonel Kadhafi souhaitait à tout prix accueillir la CAN et le sommet de l'Organisation de l'unité africaine la même année, l'Égypte hésite à s'y rendre avant de renoncer après l'assassinat du président Anouar el-Sadate, la Tunisie la remplace. Au cours de la cérémonie d'ouverture, Mouammar Kadhafi fait un discours pour dénoncer la politique française au Tchad et l'impérialisme américain à travers l'Afrique, il dénonce également l'apartheid, le « régime fasciste » soudanais puis ponctue son discours par un « Oui à l’Afrique ! Non à la Coupe ! », tout au long de la compétition est affiché partout ainsi que dans les médias son livre vert. Au 1er tour, elle affronte le Cameroun, le Ghana et la Tunisie. Elle fait deux matchs nuls contre le Ghana (2-2, buts de Garana et de Fawzi Al-Issawi) et le Cameroun (0-0) et bat la Tunisie (2-0, buts de Kamel (CSC) et d’El Borosi), et termine première du groupe. En demi-finale, elle bat la Zambie (2-1, doublé d’Ali Al Beshari), c'est ainsi qu'en finale le Ghana remporte pour la quatrième fois le titre continental en battant la Libye en finale à l'issue des tirs au but (1-1 tab 7-6, but d’Ali Al Beshari. Cela n'empêcha pas un envahissement du terrain par le public après avoir lancé des projectiles sur les vainqueurs tout le match.
L’équipe de Libye de football durant cette période ne confirma sa prestation de 1982, en ne réussissant pas à se qualifier pour les éditions 1984 et 1986 de la Coupe d'Afrique des nations.
Pour la Coupe du monde de football 1986, l’équipe de Libye de football rata de peu la qualification. Elle passe le 1er tour avec le forfait du Niger, puis bat le Soudan au 2e tour, ensuite bat le Ghana lors du 3e tour. Lors du tour final, elle affronte le Maroc. Au match aller, elle est battue 3-0, au match retour, la Libye gagne 1-0 mais est battue sur l’ensemble des deux matchs 3-1. C’est la seule fois où la Libye a frôlé la qualification.

### Embargo et suspension internationalle (1988-1998)
Avec l’embargo imposé dans les années 1992-1999 à la Jamahiriya arabe libyenne par les pays occidentaux et les sanctions de l’ONU, le pays n’a pas pu participer à une compétition internationale, ratant 6 CAN et 3 Coupes du monde de football.
Ainsi, après l'échec face au Maroc, Mohammed El-Khamisi est placé à la tête de l'équipe nationale pour la 5e fois après son premier contrat allant de 1974 à 1975. Sous sa houlette, la sélection libyenne prend part aux Tours préliminaires à la Coupe du monde de football 1990. Les Verts éliminent au premier tour les Étalons du Burkina Faso après un aller-retour. Qualifié au 2e tour, l'équipe démarre par une défaite face à la Côte d'Ivoire. Mis à part les Ivoiriens, les Libyens ont également pour concurrents, les équipes d'Algérie et du Zimbabwe. La Libye finit par déclarer forfait permettant à l'Algérie de remporter une victoire sur tapis vert plus tard annulée par la CAF. L'ancien international Ahmed Ben Soueid, deviendra sélectionneur de l'équipe par la suite pour quelque temps.
Le Libyen Hashimi El-Bahlul, est à nouveau appelé par la fédération de Libye de football après un premier contrat entre 1984 et 1986, pour prendre la tête de la sélection en 1991. Il gardera ce poste durant presque tout l'embargo puisqu'il ne sera remplacé qu'en 1998 par le roumain Ion Moldovan. Sous son aile, les Verts ne disputeront que quelques rencontres amicales entre 1991 et 1992. Après plus de 5 ans d'inactivité à cause de l'embargo toujours en place dans le pays, l'équipe participe aux Jeux panarabes de 1997 à Beyrouth toujours sous l'aile d'El- Bahlul. Prenant la 3e place de son groupe, la sélection libyenne est éliminée dès le 1er tour après deux matchs nuls et une défaite. L'équipe participe ensuite en septembre 1997 à un petit tournoi amical dans lequel la Libye enregistra un bon bilan avec deux victoires et un nul.

### Retour aux compétitions officielles (1998-2011)
Après avoir été exclu des éliminatoires de toute compétition, l’équipe de Libye de football revient dans les qualifications de la CAN 2000 entre juillet et août 1998, où elle est éliminée dès le 1er tour après deux défaites face à l'Algérie (2-0 en Libye, puis 3-0 en Algérie). Le retour de la Libye est également confirmé lors de la coupe arabe des nations 1998 sous la houlette de l'italien Eugenio Bersellini, où les Verts n'avaient plus participé à cette compétition depuis l'édition de 1966 en Irak. Après deux défaites consécutives encore une fois, les Libyens sont éliminés. L'année suivante en 1999, la sélection de Libye participe aux Jeux panarabes de 1999 lors duquel, la Libye atteindra les demi-finales après cinq matchs sans défaites dont trois victoires. C'est l'Irak qui mettra un terme à ce parcours. Pour la Coupe du monde 2002, l'équipe nationale se voit affronter le Mali. À la suite d'une écrasante victoire sur le score de 3-0 à Tripoli devant plus de 50 000 spectateurs, les maliens tenteront de reprendre l'avantage au retour. Le match retour se termine par une défaite par 3-1 à Bamako, les Verts décrochent le ticket pour le tour final des éliminatoires. Le tirage au sort place la Libye dans le groupe 1 en compagnie de quatre autres équipes dont l'on peut citer le Cameroun. Après plus de 8 rencontres, le bilan est décevant puisque la Libye prend la dernière place et ne remporte aucune victoire (6 défaites et 2 nuls).
La Libye dispute ensuite les qualifications à la Coupe d'Afrique des nations de football 2002. Elle doit affronter le Tchad en face à face. Après un aller décevant (défaite 3-1), l'équipe effectuera une incroyable rencontre contre les tchadiens en remontant le score à 4-4 (victoire 3-1). La Libye élimine finalement le Tchad après une séance de tirs au but. Les Verts qui viennent de passer le 1er son qualifiés au tour final des éliminatoires. Malheureusement après le tirage au sort, l'équipe se trouve dans le groupe 7 en compagnie du Soudan et des redoutables Pharaons d'Égypte et Éléphants de Côte d'Ivoire. L'équipe prend la 3e place du classement avec deux victoires et quatre défaites.
Les Verts sous la houlette de l'italien Francesco Scoglio puis du croate Ilija Lončarević participeront aux éliminatoires de la CAN 2004. Versée dans le groupe 9, la Libye frôlera la qualification à la CAN 2004 en Tunisie après s'être classée 2e avec un point de moins que les congolais de la RDC.
Pour à la fois les éliminatoires à la Coupe du monde et à la CAN 2006, les Verts sont versés dans le groupe 3 en compagnie des féroces équipes de Côte d’Ivoire, d’Égypte et du Cameroun ainsi que les équipes de Sao Tomé et Principe, du Bénin et du Soudan. L'équipe nationale qui réalisera une bonne performance prendra la 4e place du classement derrière la Côte d'Ivoire, le Cameroun et l'Égypte. Normalement seuls les trois premiers avaient leurs places pour la CAN tandis que le 1er remporte aussi un ticket pour la coupe du monde. L'Égypte qui était déjà qualifié pour la CAN puisque étant le pays organisateur, avait participé aux éliminatoires seulement pour la coupe du monde. Terminant 3e, sa place a été prise par la Libye qui pourra participer à sa 1re CAN depuis celle de 1982.

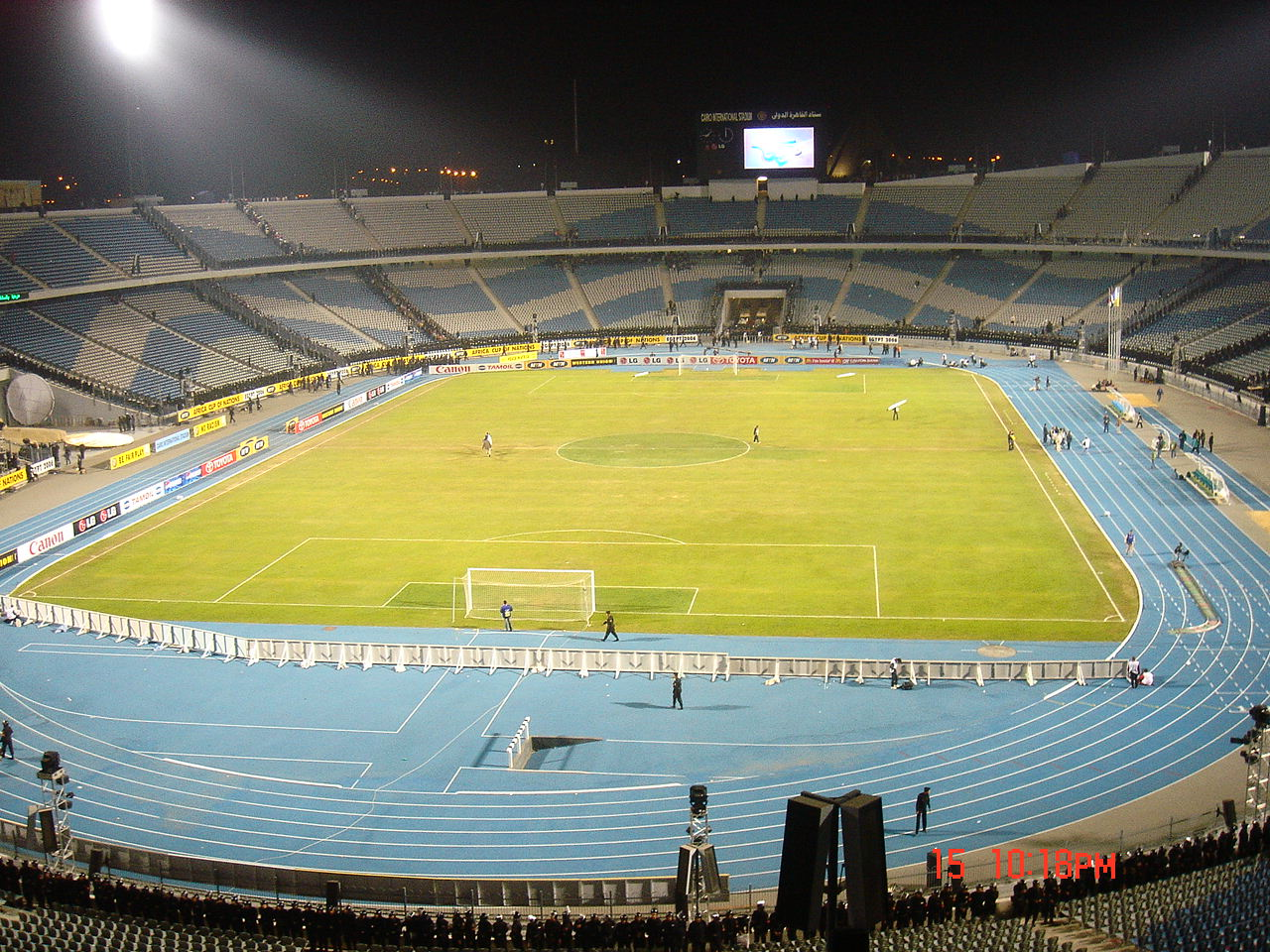
Stade International du Caire, théâtre du match d'ouverture entre l'Égypte et la Libye (3-0)

Après son unique participation en 1982 (jusqu'en finale), la Libye revient 24 ans après, en Égypte. Sous la houlette du croate Ilija Lončarević qui en est à son deuxième contrat avec la sélection libyenne après le premier entre 2003 et 2004. La Libye démarre très mal la compétition puisqu'elle est défaite au Stade International du Caire dans le cadre du match d'ouverture face au pays organisateur sur le score écrasant de trois buts à zéro, puis connaît une autre défaite par 2-1 contre la Côte d’Ivoire de Didier Drogba, qui inscrira un but. Abdesalam Kames inscrira l'unique but de la compétition pour la Libye à la 42e minute. Éliminée de la compétition, la Libye affronte le Maroc pour leur dernier match des phases de groupe, la rencontre se termine par un nul sur le score vierge de 0-0.
Pour cette 2e participation, la Libye n'a remporté qu'un seul point face au Maroc. L'équipe a inscrit qu'un seul but mais en a encaissé cinq. Le bilan est de deux défaites et d'un match nuls. Cette 2e CAN n'est donc pas aussi performante qu'en 1982.
L'égyptien Mohsen Saleh succède donc à Ilija Lončarević pour terminer l'année 2006. Sous sa houlette puis sous celle du tunisien Faouzi Benzarti, l'équipe participera aux éliminatoires à la CAN 2008. Les Verts qui seront versés dans le groupe 10 terminent 3e sur 4 derrière la Namibie et la RD Congo mais devant l’Éthiopie. Ils prennent ensuite part en fin d'année aux Jeux panarabes de 2007. La Libye prendra la 2e avec le même nombre de point que l'Égypte mais celui-ci dispose d'une meilleure différence de buts lui permettant de remporter la compétition au détriment de la Libye.
Pour la Coupe du monde de football 2010 et la CAN 2010, elle tombe dans le groupe 5, composé du Ghana, du Lesotho et du Gabon.
Saadi Kadhafi, fils de Mouammar Kadhafi, est pendant un temps capitaine de l'Équipe nationale ; ensuite lors de son arrivée à la tête de la Fédération de Libye de football, il renforce le rôle de l'équipe comme symbole de la Jamahiriya arabe libyenne,.
La Confédération africaine de football a retiré l'organisation du tournoi de la CAN 2013 à la Libye à cause de la révolte libyenne et de l'intervention militaire internationale qui touche le pays depuis le début de l'année 2011. Pour remplacer la Libye, c'est l'Afrique du Sud qui a été désigné organisatrice de cette CAN. La Libye devait organiser le tournoi en 2017, édition qui devait être organisée par l'Afrique du Sud, mais la compétition a finalement lieu au Gabon.

### Révolution et renouveau (depuis 2011)

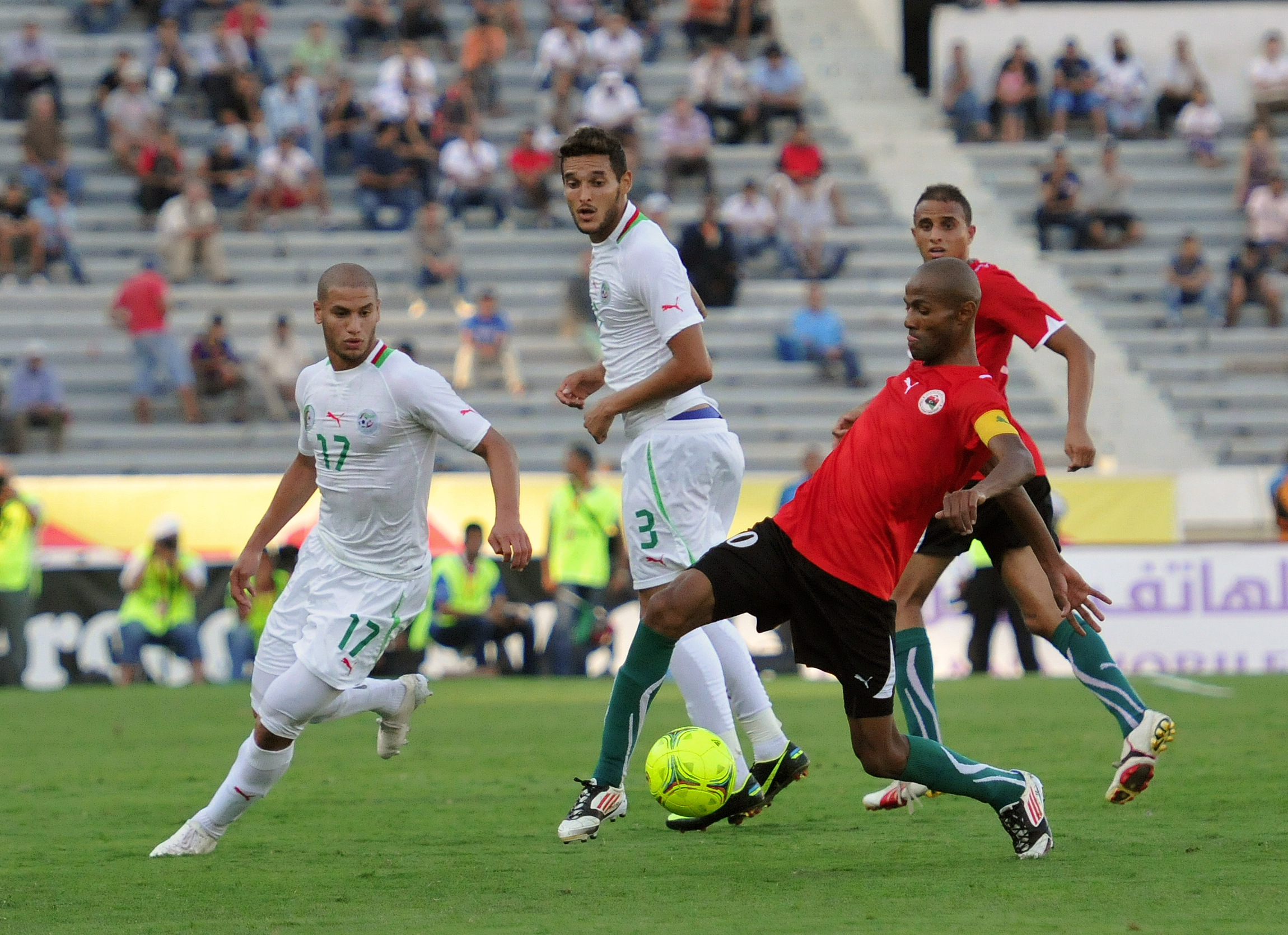
Match opposant la Libye à l'Algérie dans la ville de Casablanca au Maroc.

En septembre 2011, lors des éliminatoires de la CAN, l'équipe de Libye remporte un match contre le Mozambique, ce qui devient sa première victoire depuis la prise de Tripoli par le CNT dans la guerre civile libyenne qui constitue donc son billet qualificatif pour la CAN 2012.
Elle est éliminée par l'Algérie lors des éliminatoires de la CAN 2013.
En octobre 2013, Javier Clemente devient le nouveau sélectionneur, il permet à la Libye de remporter le Championnat d'Afrique des nations de football, le 1er février 2014 pour la première fois de son histoire.
En janvier 2023, Corentin Martins quitte son poste de sélectionneur de la Libye après un accord à l'amiable.

## Composition de l'équipe de Libye

### Sélectionneurs
Quarante-six techniciens ont exercé la fonction de sélectionneur de l’équipe nationale depuis 1953. Peu d'entre eux ont effectué de longs mandats. Le record de longévité est détenu par le Libyen Hashimi El-Bahlul, à la tête de la sélection entre 1991 et 1997. L'entraîneur qui a occupé ce poste le plus de fois est le Libyen Mohammed El-Khamisi qu'il a détenu à cinq reprises. Massoud Zantouny est le premier sélectionneur de l'histoire de la sélection, tandis que l'Anglais James Benjeham est le premier sélectionneur étranger de Libye de l'histoire.
| Rang | Nom                     | Période   |
| ---- | ----------------------- | --------- |
| 1    | Massoud Zantouny        | 1953      |
| 2    | Salim Faraj Balteb      | 1957-1960 |
| 3    | James Benjeham          | 1961      |
| 4    | Billy Elliott           | 1961-1963 |
| 5    | Vojin Božović           | 1964-1965 |
| 6    | George Skinner          | 1965-1966 |
| 7    | Mokhtar Arribi          | 1966-1967 |
| 8    | Keith Spurgeon          | 1967-1968 |
| 9    | Ali Zantouny            | 1968-1969 |
| 10   | Milan Selbetishi        | 1969-1970 |
| 11   | George Ainsley          | 1970-1972 |
| 12   | Hassan Al-Amer          | 1972      |
| 13   | Titus Ozon              | 1972-1974 |
| 14   | Mohammed El-Khamisi (1) | 1974-1975 |
| 15   | Abed Ali Al-Aqili       | 1975-1976 |

| Rang | Nom                     | Période   |
| ---- | ----------------------- | --------- |
| 16   | Mohammed El-Khamisi (2) | 1976-1977 |
| 17   | Ali Al-Zaqori           | 1977-1978 |
| 18   | Ron Bradley             | 1978-1980 |
| 19   | Mohammed El-Khamisi (3) | 1980-1982 |
| 20   | Béla Gutal              | 1982      |
| 21   | Cicerone Manolache      | 1983-1984 |
| 22   | Mohammed El-Khamisi (4) | 1984      |
| 23   | Hashimi El-Bahlul (1)   | 1984-1986 |
| 24   | Mohammed El-Khamisi (5) | 1988-1989 |
| 25   | Ahmed Ben Soueid        | 1989      |
| 26   | Hashimi El-Bahlul (2)   | 1991-1997 |
| 27   | Ion Moldovan            | 1998      |
| 28   | Danny McLennan          | 1998      |
| 29   | Eugenio Bersellini      | 1998-1999 |
| 30   | Carlos Bilardo          | 1999-2000 |

| Rang | Nom                  | Période   |
| ---- | -------------------- | --------- |
| 31   | Miguel Angel Lemme   | 2000-2001 |
| 32   | Francesco Scoglio    | 2002      |
| 33   | Ilija Lončarević (1) | 2003-2004 |
| 34   | Mohamed El Seline    | 2004-2005 |
| 35   | Ilija Lončarević (2) | 2005-2006 |
| 36   | Mohsen Saleh         | 2006      |
| 37   | Abou Bakr Bani       | 2006-2007 |
| 38   | Faouzi Benzarti      | 2007-2009 |
| 39   | Branko Ivanković     | 2009-2010 |
| 40   | Marcos Paquetá       | 2010-2012 |
| 41   | Abdelhafidh Erbich   | 2012-2013 |
| 42   | Javier Clemente      | 2013-2016 |
| 43   | Jalal Damja          | 2016-2017 |
| 44   | Adel Amrouche        | 2018      |
| 45   | Faouzi Benzarti      | 2019-2020 |
| 46   | Ali El Margini       | 2020      |
| 47   | Zoran Filipović      | 2020-2021 |
| 48   | Javier Clemente      | 2021-2022 |
| 49   | Corentin Martins     | 2022-2023 |
| 50   | Hamdi Bataw          | 2023-2025 |
| 51   | Aliou Cissé          | 2025-     |

Le premier sélectionneur de l'équipe nationale, nommée en 1953 après l'indépendance du pays est le Libyen Massoud Zantouny qui emmènera la sélection aux Jeux panarabes de 1953 en Égypte lui permettant d'obtenir la médaille de bronze dans la compétition. C'est ensuite le Libyen Salim Faraj Balteb, qui prendra l'équipe de Libye sous son aile entre 1957 et 1960. Durant son court mandat, la sélection libyenne participera aux Jeux panarabes de 1957 au Liban durant lequel, le onze libyen est éliminé dès le 1er tour. En 1961, James Benjeham prend la tête de l'équipe et devient de ce fait, le premier entraîneur étranger et européen de la sélection libyenne. Sous sa houlette, les Libyens participeront à la 3e édition des Jeux panarabes se déroulant à Casablanca, au Maroc. Comme lors des Jeux panarabes de 1953, l'équipe obtient la 3e place et donc la médaille de bronze. De 1961 à 1963, c'est l'anglais Billy Elliott qui prend les rênes de l'équipe pendant lequel, la sélection ne disputera seulement que deux matchs amicaux. L'année suivante, la Libye choisit comme nouveau sélectionneur le yougoslave Vojin Božović. Il emmènera la Libye à la Coupe arabe des nations 1964 et aux Jeux panarabes de 1965 en Égypte.
En 1965, l'anglais George Skinner est désigné pour prendre en main la sélection. Sous son aile, les Libyens débuteront par d'historiques victoires dans le cadre de la 1re phase de la coupe arabe des nations 1966 dont l'on peut citer la victoire sur le score de 21-0 qui reste de nos jours la plus large. C'est aussi sous son aile que l'équipe affrontera la première formation européenne de son histoire. Mokhtar Arribi, est le premier entraîneur algérien et arabe en dehors de la Libye à prendre la tête de la sélection. L'équipe terminera la 2e phase de la coupe arabe des nations 1966 sous sa houlette. L'anglais Keith Spurgeon lui succède en 1967. Durant son mandat, la sélection dispute les éliminatoires à la Coupe d'Afrique des nations de football 1968, les Jeux méditerranéens de 1967 et les éliminatoires aux Jeux olympiques de 1968. En 1968, c'est le Libyen Ali Zantouny qui est sélectionné par la fédération de Libye de football pour entraîner l'équipe de Libye. Ali Zantouny est un ancien footballeur des années 1950. Il est aussi le premier joueur de l'histoire de la sélection libyenne à inscrire un pénalty, c'était en 1953 lors du premier match historique de la Libye. Il est remplacé en 1969 par le yougoslave Milan Selbetishi qui lui-même sera remplacé par l'anglais George Ainsley. La sélection participera aux éliminatoires à la CAN 1972, sous la houlette d'Ainsley. L'équipe est éliminée dès le 1er tour. Après son échec, l'anglais George Ainsley est remercié, c'est le Libyen Hassan Al-Amer qui prend la tête de l'équipe en intérim avant que finalement la FLF, choisisse le Roumain Titus Ozon pour prendre en main la sélection nationale. Ancien international roumain, l'équipe ne participera à aucune compétition internationale lors de son contrat. Cela peut s'expliquer par le fait que la guerre du Ramadan avait lieu en 1973 et en solidarité avec l'Égypte, la Libye décida de ne participer à aucune compétition internationale et continentale. Le Libyen Mohammed El-Khamisi prend ensuite les reines de cette équipe avec qui, il participe à la qualifications à la Coupe d'Afrique des nations de football 1976. La sélection est immédiatement éliminée aux tours préliminaires face à la Tunisie. Remplacé lors de la saison 1975-1976 par Abed Ali Al-Aqili, El-Khamisi reprend ensuite sa place de sélectionneur pour sa 2e fois.
Ali Al-Zaqori succède à El-Khamisi entre 1977 et 1978 pour prendre désormais en main les Verts. Sous ses ordres, la sélection libyenne dispute les qualifications à la Coupe d'Afrique des nations de football 1978 dans lequel l'équipe ne dépasse guère le 1er tour, puis les Jeux africains de 1978. L'anglais Ron Bradley prend la tête de la sélection en 1978, sous sa houlette les Verts participeront aux éliminatoires des Jeux olympiques de Moscou en 1980 puis aux éliminatoires à la CAN 1980 dans lequel l'équipe atteindra le 2e tour, avant d'être stoppée par les fennecs. Bradley est remercié en 1980, Mohammed El-Khamisi lui succède et devient sélectionneur de la Libye pour la 3e fois. L'équipe atteindra le 2e tour des tours préliminaires à la Coupe du monde de football 1982 avant qu'il ne déclare forfait. Pour la CAN 1982, c'est bien le hongrois Béla Gutal qui emmène la sélection jusqu'en finale de la compétition. Il devient également le premier entraîneur de Libye à emmener la sélection libyenne à la coupe d'Afrique des nations.
En 1983 après la CAN, c'est un certain Monolace de nationalité roumaine qui prend en charge la sélection. L'année suivante, Mohammed El-Khamisi prend de nouveau en charge les Verts ce qui constitue son 4e contrat avec l'équipe nationale. Entre 1984-1986, le Libyen Hashimi El-Bahlul devient sélectionneur avec qui l'équipe ratera de très peu la qualification à la Coupe du monde 1986 contre le Maroc. De 1988 à 1989, sous la demande de la fédération du pays, El-Khamisi reprend les rênes de la sélection pour la 5e fois et devient de ce fait largement, l'entraîneur ayant occupé le plus de fois le poste de sélectionneur de la Libye. Ahmed Ben Soueid prendra la sélection en main pendant un petit moment avant qu'El-Bahlul reprenne son poste qu'il gardera durant presque tout l'embargo entre 1991 et 1997.

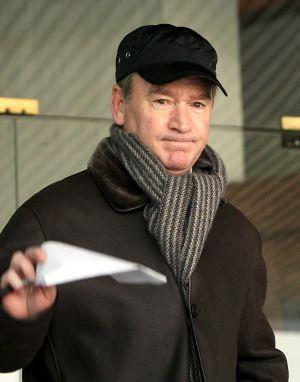
Javier Clemente, actuel sélectionneur des Chevaliers de la Méditerranée

Durant l'année 1998, trois sélectionneurs étrangers se succèdent. Tout d'abord le roumain Ion Moldovan, rapidement remplacé par l'écossais Danny McLennan, lui-même remplacé par l'italien Eugenio Bersellini qui gardera son poste jusqu'en 1999. Carlos Bilardo est ensuite annoncé par la Libye pour être sélectionneur de l'équipe nationale. Sous sa houlette, les Verts prennent part aux Jeux panarabes de 1999. Il est remplacé un an plus tard par son compatriote Miguel Angel Lemme qui lui-même va être remplacé en 2002 par l'italien Francesco Scoglio. Scoglio qui quittera la même année la sélection finira par décéder quelques années plus tard le 3 octobre 2005 à Gênes. En 2003, le croate Ilija Lončarević est choisi pour préparer la suite des qualifications pour l'équipe à la CAN 2004. Malgré de bons résultats, la sélection prend la 2e place du classement tout juste derrière la RDC qui a seulement 1 point d'avance. Après cet échec, Mohamed El Seline prend en main l'équipe avant le recrutement d'un nouveau sélectionneur. L'équipe qui entamera bien les éliminatoires combinés de la CAN et de la Coupe du monde 2006 sous la houlette d'El Seline réussira à se qualifier à la CAN 2006. La fédération de Libye de football qui tentera un recrutement prendra à nouveau comme sélectionneur Ilija Lončarević.
Ilija Lončarević devient donc le seul sélectionneur de Libye a participé à la CAN avec le hongrois Béla Gutal. La sélection sera éliminée après juste deux premiers matchs dans la compétition. Après la démission du croate, la FLF a tenté de recruter plusieurs entraîneurs dont notamment le marocain Badou Zaki ou bien l'égyptien Mahmoud Al Jaouhari. Toutefois c'est finalement l'égyptien Mohsen Saleh qui terminera l'année 2006 pour l'équipe nationale. Puis après un bref passage du Libyen Abou Bakr Bani, entre 2007 et 2009, le tunisien Faouzi Benzarti est nommée par la fédération pour prendre en main l'équipe. Après deux ans, il est remplacé par le croate Branko Ivanković. Marcos Paquetá est l'un des meilleurs sélectionneurs de Libye du fait qu'il a permis à la sélection de se qualifier à la CAN 2012 dans un contexte de guerre civile. De plus, la prestation de la sélection durant l'édition fut de bon augure avec une victoire, une défaite et un nul toujours sous sa houlette. Après la CAN, c'est le Libyen Abdelhafidh Erbich qui prendra la tête du onze libyen avec qui, il ratera de peu la qualification à la CAN 2013 après un match barrage contre l'Algérie. À la suite de cet échec, Erbich ayant décidé de démissionner, l'Espagnol Javier Clemente, avec qui la fédération a signé un contrat de deux ans, va lui succéder.

## Infrastructures
Actuellement[Quand ?], la sélection libyenne joue ses matchs principalement dans le stade du 11-Juin qui est un stade multisports, situé à Tripoli. Inauguré en 1982, le nom du stade est en référence à la date (11 juin 1970) du retrait des armées américaines de Libye. Ce stade peut accueillir jusqu'à 88 000 personnes mais d'une capacité de 67 000 places. Mis à part la sélection libyenne, les trois clubs de la ville que sont Al-Ahly Tripoli, Al Medina Tripoli et Al Ittihad Tripoli disputent également leurs matchs dans ce stade.
C'est l'un des deux stades avec celui du 28 mars qui accueilli la CAN 1982 se déroulant en Libye. Neuf matchs sur seize ont été disputés dans ce stade à Tripoli. Par ailleurs le stade a aussi accueilli la Supercoupe d'Italie de football opposant la Juventus à Parme FC (2-1).
Le deuxième plus important stade du pays, le Stade du 28 Mars est situé à Benghazi, deuxième ville plus peuplée du pays. Il a été inauguré en 1967 et possède une capacité de 40 000. Il tire son nom de la date du retrait des armées britanniques de Libye (28 mars 1970). La sélection libyenne a disputé plusieurs rencontres dans ce stade. Mis à part l'équipe de Libye, les trois clubs de cette ville : Al Tahaddy Benghazi, Al Nasr Benghazi et Al Ahly Benghazi jouent principalement leurs rencontres dans ce stade. Il est avec le stade du 11-Juin, l'un des deux stades qui accueillit la CAN 1982. Devant accueillir la CAN 2017, il est fermé en 2013 pour sa reconstruction jusqu'en 2017. Sa reconstruction débutera par sa démolition. Ce nouveau stade possédera une capacité de plus de 85 000 places et deviendra le plus grand stade en place de Libye.

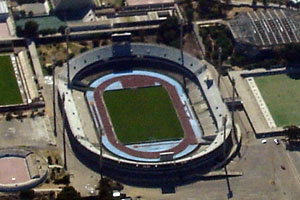
Stade du 11-Juin à Tripoli
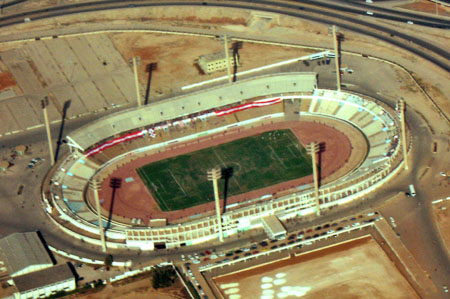
Stade du 28 Mars à Benghazi

## Tenues, emblème et symboles de l'équipe de Libye

### Tenues
| Domicile · 1977-2006 |

| Extérieur · 1977-2006 |

|  |

|  |

|  |

|  |

|  |

La sélection libyenne a longtemps porté les couleurs de la Jamahiriya arabe libyenne que sont le vert et le blanc bien que ce dernier n'est pas présent dans le drapeau arboré entre 1977 et 2011. Ces couleurs représentent respectivement la couleur de l'Islam pour le vert et la paix pour le blanc. Ainsi les seules couleurs présentes dans les maillots de la Libye entre 1977 et 2011 sont le vert et le blanc. À la CAN 1982, on pouvait voir les couleurs vertes et blanches sur lae maillot de la sélection libyenne. Au fil des années quelques détailles ont changé mais les couleurs sont restées les mêmes jusqu'en 2011, date de la fin de la guerre civile libyenne.
À la suite de la prise de Tripoli, la sélection libyenne a désormais pris les couleurs de l'ancien Royaume de Libye et du tout nouveau Conseil national de transition en reprenant principalement les couleurs rouges et noires ainsi que le blanc laissant presque à l'abandon la couleur verte de l'ancien régime bien que cette couleur est présente dans le nouveau drapeau libyen. Actuellement[Quand ?], le maillot à domicile se compose d'un haut rouge, d'un short avec des chaussettes de couleurs vertes.

### Emblème

Emblème de la fédération (2011-2012)

## Résultats

### Palmarès
| Compétition internationales | Compétitions régionales |
| --- | --- |
| - Coupe d'Afrique des nations (3 participations) : - Finaliste : 1982 - Championnat d'Afrique des nations de football (3 participations) : - Vainqueur : 2014 | - Coupe arabe des nations de football (4 participations) : - Finaliste : 1964, 2012 - Troisième : 1966 - Jeux panarabes (8 participations) : - Finaliste : 1999, 2007 - Troisième : 1953, 1961, 1965 - Jeux méditerranéens (8 participations) : - Troisième : 2005, 2009 |

### Parcours en Coupe du monde
| Année | Position      |      | Année         | Position |                        | Année | Position |
| 1930  | Non inscrite  | 1974 | Non inscrite  | 2010     | Non qualifiée          |       |          |
| 1934  | Non inscrite  | 1978 | Non qualifiée | 2014     | Non qualifiée          |       |          |
| 1938  | Non inscrite  | 1982 | Forfait       | 2018     | Non qualifiée          |       |          |
| 1950  | Non inscrite  | 1986 | Non qualifiée | 2022     | Non qualifiée          |       |          |
| 1954  | Non inscrite  | 1990 | Forfait       | 2026     | Éliminatoires en cours |       |          |
| 1958  | Non inscrite  | 1994 | Disqualifié   | 2030     | À venir                |       |          |
| 1962  | Non inscrite  | 1998 | Non inscrite  | 2034     | À venir                |       |          |
| 1966  | Non qualifiée | 2002 | Non qualifiée |          |                        |       |          |
| 1970  | Non qualifiée | 2006 | Non qualifiée |          |                        |       |          |

### Parcours en Coupe d'Afrique
| Année | Position          |      | Année             | Position |                   | Année | Position |
| 1957  | Non inscrite      | 1982 | Finaliste         | 2006     | 1er tour          |       |          |
| 1959  | Non inscrite      | 1984 | Tour préliminaire | 2008     | Tour préliminaire |       |          |
| 1962  | Non inscrite      | 1986 | Tour préliminaire | 2010     | Tour préliminaire |       |          |
| 1963  | Non inscrite      | 1988 | Forfait           | 2012     | 1er tour          |       |          |
| 1965  | Non inscrite      | 1990 | Forfait           | 2013     | Tour préliminaire |       |          |
| 1968  | Tour préliminaire | 1992 | Non inscrite      | 2015     | Tour préliminaire |       |          |
| 1970  | Non inscrite      | 1994 | Non inscrite      | 2017     | Tour préliminaire |       |          |
| 1972  | Tour préliminaire | 1996 | Non inscrite      | 2019     | Tour préliminaire |       |          |
| 1974  | Forfait           | 1998 | Non inscrite      | 2021     | Tour préliminaire |       |          |
| 1976  | Non inscrite      | 2000 | Tour préliminaire | 2023     | Tour préliminaire |       |          |
| 1978  | Non inscrite      | 2002 | Tour préliminaire | 2025     | À venir           |       |          |
| 1980  | Non inscrite      | 2004 | Tour préliminaire | 2027     | À venir           |       |          |

### Parcours en Coupe arabe des nations
| Année | Position         |      | Année                 | Position |
| 1963  | Ne participe pas | 1992 | Ne participe pas      |          |
| 1964  | Finaliste        | 1998 | Premier tour          |          |
| 1966  | Troisième        | 2002 | Ne participe pas      |          |
| 1985  | Ne participe pas | 2012 | Finaliste             |          |
| 1988  | Ne participe pas | 2021 | Tour de qualification |          |

### Parcours aux Jeux méditerranéens
| Année | Position     |      | Année        | Position |
| 1951  | Non inscrit  | 1991 | Non qualifié |          |
| 1955  | Non inscrit  | 1993 | Non qualifié |          |
| 1959  | Non inscrit  | 1997 | Premier tour |          |
| 1963  | Non inscrit  | 2001 | Premier tour |          |
| 1967  | Premier tour | 2005 | Troisième    |          |
| 1971  | Non qualifié | 2009 | Troisième    |          |
| 1975  | Premier tour | 2013 | Quatrième    |          |
| 1979  | Non qualifié | 2017 | à déterminer |          |
| 1983  | Premier tour |      |              |          |
| 1987  | Non qualifié |      |              |          |

### Parcours aux Jeux panarabes
| Année | Position     |      | Année        | Position |
| 1953  | Troisième    | 1985 | Non qualifié |          |
| 1957  | Premier tour | 1997 | Premier tour |          |
| 1961  | Troisième    | 1999 | Finaliste    |          |
| 1965  | Troisième    | 2007 | Finaliste    |          |
| 1976  | Non qualifié | 2011 | Premier tour |          |

## Statistiques

### Nations rencontrées

Carte des équipes rencontrées par la Libye
Nombre de matchs disputés contre l'équipe de Libye de football :
Moins de cinq matchs
De cinq à dix matchs
De dix à vingt matchs
Plus de vingt matchs

Du fait de son absence totale en Coupe du monde puisque les Libyens n'y ont jamais participé et de son manque de participation à des compétitions continentales (seulement 3 CAN), La Libye n'a que très peu affronté d'équipes non-africaines mis à part les nations arabes. En Amérique, la Libye a affronté seulement trois équipes : l'Uruguay à 2 reprises et le Canada et l'Argentine en une occasion. La totalité de ces rencontres se sont terminées par des défaites de la Libye. Comme équipe asiatique et non arabe, la Libye a affronté l'Iran, la Corée du Sud, l'Indonésie, la Malaisie, la Thaïlande et le Myanmar. En Europe, la Libye n'a affronté jusque-là seulement la Turquie, la Grèce dont l'on retient la défaite en 1967 sur le score de 4-0, la Lituanie, la Pologne (défaite 5-0 en 1979) puis la Biélorussie et l'Ukraine. Il faut aussi ajouter que la Libye n'a encore affronté jusqu'à aujourd'hui aucune équipe d'Océanie.
C'est principalement en Afrique du Nord et dans quelques autres pays du Monde arabe que la Libye a disputé le plus de rencontres. Ainsi, c'est face à l'Algérie que la Libye a disputé le plus de matchs. Les Libyens ont affronté également à plusieurs reprises les sélections du Maroc, de Tunisie, d'Égypte, du Soudan ainsi que d'Irak bien que cette dernière ne se trouve pas dans le continent africain. La rivalité avec l'Irak était à son apogée dans les années 1960 et ses compétitions panarabes.
Les seules nations africaines que la Libye a de nos jours jamais affronté sont l'Afrique du Sud, la République centrafricaine, la Tanzanie, la Somalie, Djibouti, le Congo (RC), le Soudan du Sud, le Sierra Leone, la Guinée-Bissau, le Madagascar, le Cap-Vert et le Burundi.

### Rivalités

#### Avec l'Algérie

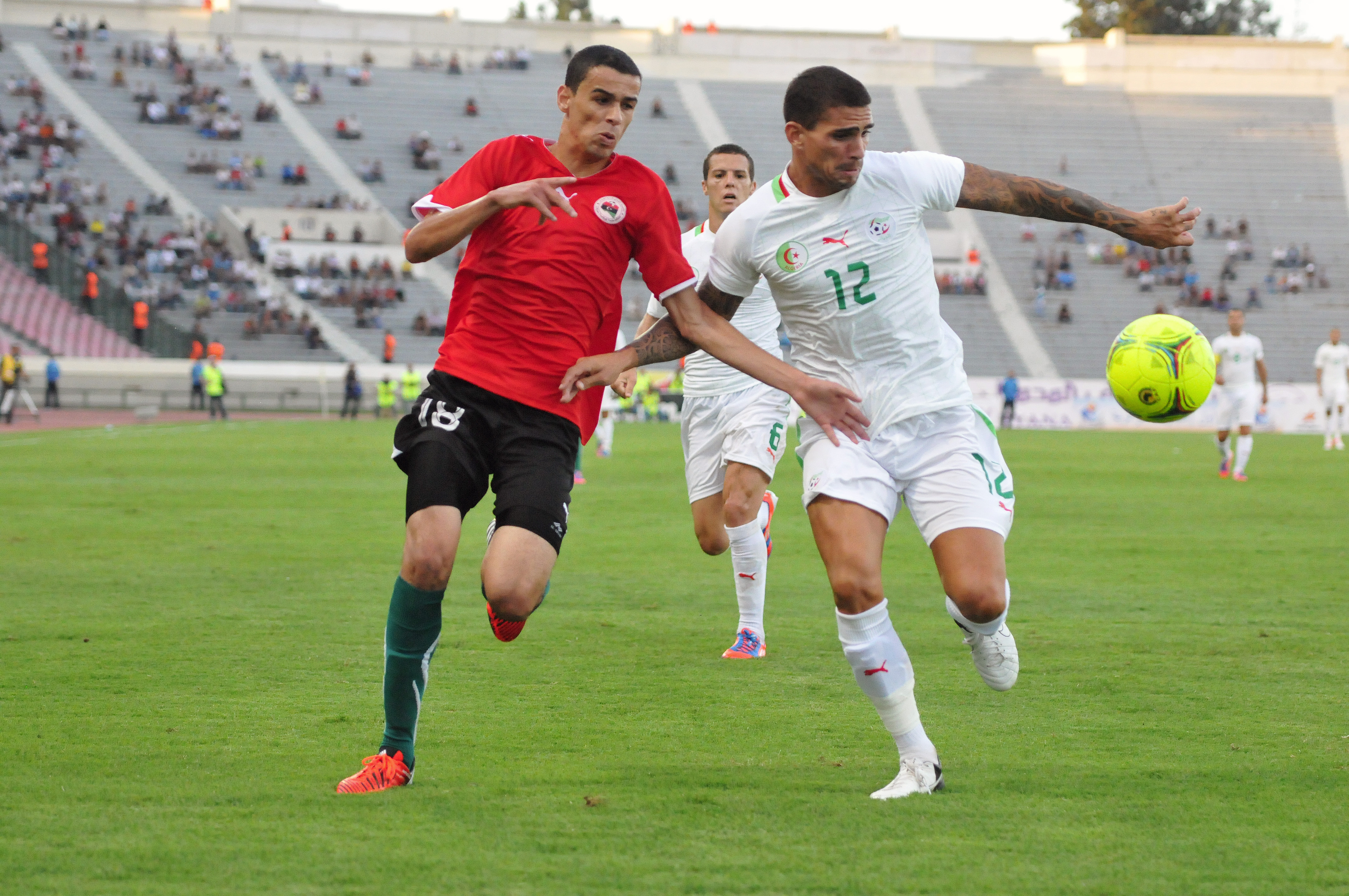
Match opposant la Libye à l'Algérie dans la ville de Casablanca au Maroc.

Vingt-et-un matchs ont été disputés par la Libye face à l'équipe d'Algérie de football depuis la première rencontre opposant les deux pays en 1967 et se terminant par une victoire des Algériens sur le score de 2-1. Le bilan est écrasant, 15 victoires des Algériens, 3 nuls et autant de victoires des Libyens. La dernière rencontre opposant les deux nations était un match à enjeux puisqu'il s'agissait directement d'un ticket pour la qualification à la CAN 2013. Ce match qui s'est disputé le 14 octobre 2012 après un aller en faveur de l'Algérie verra encore une fois, une nouvelle victoire des fennecs sur le score de deux buts à zéro. Il faut noter qu'en 1960, alors que l'Algérie cherchait toujours son indépendance, une rencontre opposant la sélection nationale de Libye à l'équipe du Front de libération nationale algérien de football s'est disputé. Sans surprise, ce sont les Algériens, dont l'équipe était composée de plusieurs joueurs professionnels, qui se sont imposés sur le score fleuve de 7-0.

#### Avec l'Égypte
La Libye a affronté depuis 2007, dix-huit fois la sélection égyptienne. D'ailleurs, le premier match de l'histoire de la sélection libyenne, opposa la Libye à l'Égypte le 29 juillet 1953 dans le cadre des Jeux panarabes de 1953 en Égypte. Le match qui restera dans les mémoires est de nos jours, la plus large défaite de la Libye. Les Libyens n'ont battu les Pharaons qu'à 4 reprises tandis que les égyptiens ont défait la Libye à 12 reprises. Il n'y a eu seulement que deux matchs nuls. La rivalité était au plus haut vers la fin des années 1970 et dans les années 1980 du fait notamment du court conflit militaire opposant les deux pays et des accords de paix entre l'Égypte et Israël. Ainsi la politique prenait toute la place dans ces rencontres avec notamment plusieurs forfaits des Libyens lorsqu'ils devaient affronter l'Égypte. Dans le cadre de la CAN 1982, le président égyptien Anouar el-Sadate qui avait tout fait pour pouvoir organiser la compétition dans son pays et qui ne voulait pas qu'elle soit organisée en Libye sera assassiné le 6 octobre 1981, soit quelques mois avant le début de la compétition. De plus, l'Égypte était tombé dans le même groupe que la Libye. Tous ces faits ont permis à la fédération d'Égypte de football d'annoncer la non-participation de l'Égypte à la compétition. C'est la Tunisie qui prendra sa place. Aujourd'hui, la rivalité s'est apaisée et la dernière rencontre à enjeux s'est disputée dans le cadre de la CAN 2006. Les égyptiens qui ont joué dans leur terrain ont battu par 3-0 les Libyens qui participaient là, à leur deuxième CAN de leur histoire.
Le dernier match opposant la Libye à l'Égypte s'est disputé dans le cadre des Jeux panarabes de 2007 le 21 novembre 2007. Ce match s'étant terminé par un nul 0-0, les deux équipes qui étaient les plus performantes de la compétition terminent la compétition avec le même nombre de points. L'Égypte remporte la compétition grâce à la différence de buts.

#### Avec la Tunisie
La Libye affrontait les Aigles de Carthage à dix-huit reprises. La première rencontre qui a opposé les deux nations s'est déroulée le 19 octobre 1957. La rencontre s'est terminée par une victoire serrée des Tunisiens sur le score de 4-3. Les Libyens ne réussiront pas à battre une seule fois la Tunisie lors des cinq autres rencontres jusqu'au 22 novembre 1974 dans le cadre des éliminatoires à la CAN 1976 lorsque la Libye défait la Tunisie par 1-0, bien que ce sont les Tunisiens qui se qualifieront au tour suivant après des tirs au but.
Une seule rencontre a opposé les deux pays en Coupe d'Afrique des nations. Elle s'est déroulée durant l'édition 1982 de la CAN. Le match s'est terminé par une victoire des Libyens sur le score de 2-0. Le bilan des matchs entre la Libye et la Tunisie reste en faveur des Aigles de Carthage qui totalisent 10 victoires tandis que la Libye a remporté 6 matchs. Il n'y a eu seulement deux matchs nuls. La Tunisie a inscrit 28 buts contre 24 pour la Libye. La plus grosse victoire date du 10 mai 1958 dans le cadre du deuxième match opposant les deux pays, les Aigles de Carthage écrasent la Libye par 4-0.

#### Avec le Maroc
Quatorze rencontres ont opposé la Libye au Maroc depuis le premier match disputé le 21 octobre 1957 et se terminant par une victoire record du Maroc par 5-1. Le bilan des rencontres est plutôt serré mais reste en faveur du Maroc puisque sur les 14 matchs, sept match ont été remportés (dont un match grâce aux tirs au but), quatre matchs se sont terminés par un nul et trois matchs ont été remportés par la Libye. La rivalité était intense dans les années 1980 où le Maroc avait privé de peu la Libye d'un ticket de qualification pour disputer un match barrage contre la RFA dans le but de se qualifier à la coupe du monde 1986.
Le dernier match opposant les deux nations a lieu le 6 juillet 2012 dans le cadre de la coupe arabe des nations 2012 et s'est terminé par une victoire du Maroc en finale de la compétition aux tirs au but après un nul sur le score d'un but à un.

### Classements FIFA
| Année                 | 1993 | 1994 | 1995 | 1996 | 1997 | 1998 | 1999 | 2000 | 2001 | 2002 | 2003 | 2004 | 2005 | 2006 | 2007 | 2008 | 2009 | 2010 | 2011 | 2012 | 2013 | 2014 | 2015 | 2016 | 2017 | 2018 |
| --------------------- | ---- | ---- | ---- | ---- | ---- | ---- | ---- | ---- | ---- | ---- | ---- | ---- | ---- | ---- | ---- | ---- | ---- | ---- | ---- | ---- | ---- | ---- | ---- | ---- | ---- | ---- |
| Classement mondial    | 152  | 167  | 175  | 184  | 147  | 147  | 131  | 116  | 116  | 104  | 83   | 61   | 80   | 99   | 95   | 82   | 115  | 72   | 63   | 54   | 59   | 78   | 81   | 85   | 88   | 104  |
| Classement en Afrique | 42   | 44   | 45   | 47   | 34   | 36   | 31   | 28   | 24   | 24   | 18   | 11   | 18   | 23   | 24   | 21   | 31   | 16   | 14   | 11   | 11   |      |      |      |      |      |

| Légende du classement mondial : Légende du classement africain : | - de 51 à 100 - de 11 à 20 | - de 101 à 150 - de 21 à 40 | - de 151 à 200 - de 41 à 60 |

1. ↑  Classement mondial année par année :

« Classement du 23 déc. 1993 », sur fr.fifa.com (consulté le 28 janvier 2013)

« Classement du 20 déc. 1994 », sur fr.fifa.com (consulté le 28 janvier 2013)

« Classement du 19 déc. 1995 », sur fr.fifa.com (consulté le 28 janvier 2013)

« Classement du 18 déc. 1996 », sur fr.fifa.com (consulté le 28 janvier 2013)

« Classement du 23 déc. 1997 », sur fr.fifa.com (consulté le 28 janvier 2013)

« Classement du 23 déc. 1998 », sur fr.fifa.com (consulté le 28 janvier 2013)

« Classement du 22 déc. 1999 », sur fr.fifa.com (consulté le 28 janvier 2013)

« Classement du 20 déc. 2000 », sur fr.fifa.com (consulté le 28 janvier 2013)

« Classement du 19 déc. 2001 », sur fr.fifa.com (consulté le 28 janvier 2013)

« Classement du 18 déc. 2002 », sur fr.fifa.com (consulté le 28 janvier 2013)

« Classement du 15 déc. 2003 », sur fr.fifa.com (consulté le 28 janvier 2013)

« Classement du 20 déc. 2004 », sur fr.fifa.com (consulté le 28 janvier 2013)

« Classement du 16 déc. 2005 », sur fr.fifa.com (consulté le 28 janvier 2013)

« Classement du 18 déc. 2006 », sur fr.fifa.com (consulté le 28 janvier 2013)

« Classement du 17 déc. 2007 », sur fr.fifa.com (consulté le 28 janvier 2013)

« Classement du 17 déc. 2008 », sur fr.fifa.com (consulté le 28 janvier 2013)

« Classement du 16 déc. 2009 », sur fr.fifa.com (consulté le 28 janvier 2013)

« Classement du 15 déc. 2010 », sur fr.fifa.com (consulté le 28 janvier 2013)

« Classement du 21 déc. 2011 », sur fr.fifa.com (consulté le 28 janvier 2013)

« Classement du 19 déc. 2012 », sur fr.fifa.com (consulté le 28 janvier 2013)

« Classement du 19 déc. 2013 », sur fr.fifa.com (consulté le 28 janvier 2013)
2. ↑  Classement de la zone CAF :

« Classement du 23 déc. 1993 », sur fr.fifa.com (consulté le 28 janvier 2013)

« Classement du 20 déc. 1994 », sur fr.fifa.com (consulté le 28 janvier 2013)

« Classement du 19 déc. 1995 », sur fr.fifa.com (consulté le 28 janvier 2013)

« Classement du 18 déc. 1996 », sur fr.fifa.com (consulté le 28 janvier 2013)

« Classement du 23 déc. 1997 », sur fr.fifa.com (consulté le 28 janvier 2013)

« Classement du 23 déc. 1998 », sur fr.fifa.com (consulté le 28 janvier 2013)

« Classement du 22 déc. 1999 », sur fr.fifa.com (consulté le 28 janvier 2013)

« Classement du 20 déc. 2000 », sur fr.fifa.com (consulté le 28 janvier 2013)

« Classement du 19 déc. 2001 », sur fr.fifa.com (consulté le 28 janvier 2013)

« Classement du 18 déc. 2002 », sur fr.fifa.com (consulté le 28 janvier 2013)

« Classement du 15 déc. 2003 », sur fr.fifa.com (consulté le 28 janvier 2013)

« Classement du 20 déc. 2004 », sur fr.fifa.com (consulté le 28 janvier 2013)

« Classement du 16 déc. 2005 », sur fr.fifa.com (consulté le 28 janvier 2013)

« Classement du 18 déc. 2006 », sur fr.fifa.com (consulté le 28 janvier 2013)

« Classement du 17 déc. 2007 », sur fr.fifa.com (consulté le 28 janvier 2013)

« Classement du 17 déc. 2008 », sur fr.fifa.com (consulté le 28 janvier 2013)

« Classement du 16 déc. 2009 », sur fr.fifa.com (consulté le 28 janvier 2013)

« Classement du 15 déc. 2010 », sur fr.fifa.com (consulté le 28 janvier 2013)

« Classement du 21 déc. 2011 », sur fr.fifa.com (consulté le 28 janvier 2013)

« Classement du 19 déc. 2012 », sur fr.fifa.com (consulté le 28 janvier 2013)